# Ranger 2
Ranger 2 fu la seconda sonda spaziale statunitense facente parte del Programma Ranger. Il suo obiettivo principale era testare i componenti e le funzioni necessarie per le successive missioni esplorative lunari e spaziali.

## La sonda
Ranger 2 apparteneva alla stessa famiglia di Ranger 1, e il progetto era sostanzialmente lo stesso, la sonda consisteva in una base esagonale di 1,5 metri di diametro sulla quale era stato montato un cono di 4 metri di altezza in alluminio. Due pannelli solari erano disposti come due "ali" ed erano lunghi ben 5,2 metri, sotto la base esagonale trovò posto l'antenna parabolica ad alto guadagno.

A bordo erano alloggiati diversi strumenti di ricerca come: un telescopio Lyman-alpha, un magnetometro a vapori di rubidio, un analizzatore di elettrostaticità, un rilevatore di particelle, due telescopi a coincidenza tripla, un rilevatore di raggi cosmici, un rilevatore di polvere cosmica e un rilevatore di raggi x.

Il sistema di comunicazione prevedeva, oltre all'antenna ad alto guadagno, anche un'antenna omnidirezionale a guadagno medio e due trasmittenti, uno a 960.1 MHz e l'altro a 960.05 MHz.

L'energia elettrica veniva fornita da 8.680 celle solari sui due pannelli e da una batteria di zinco - argento di 57 kg. La navigazione e il controllo di assetto erano affidati a sensori solari, terrestri, giroscopi e piccoli razzi per le correzioni. La temperatura era controllata passivamente, con placcature d'oro, alluminio lucido e vernice bianca.

## La missione
Il Ranger 2 fu lanciato il 18 novembre 1961 alle 08:09:00 UTC tramite un razzo vettore Atlas-Agena e fu immesso in un'orbita bassa terrestre di parcheggio. A causa di un malfunzionamento di un giroscopio, il razzo vettore non poté essere riacceso e la sonda non raggiunse mai lo spazio esterno. Rientrò bruciando nell'atmosfera il 20 novembre del 1961.